# Vieille croix de Plérin
La vieille croix est située à Plérin en France.

## Localisation
La croix est située sur la commune de Plérin, rue de la Croix-Mérovingienne, dans le département des Côtes-d'Armor en région Bretagne.

## Historique
La croix est inscrite au titre des monuments historiques par arrêté du 7 décembre 1925.